# Ilýrie
Ilýrie (řecky Iλλυρία, Illyría, latinsky Illyricum, albánsky Iliria) bylo ve starověku území rozkládající se na západě dnešního Balkánského poloostrova, jež obývaly divoké kmeny Ilyrů – starověkého národa indoevropského původu, dorozumívajícího se ilyrskými jazyky.
Vymezení kmenů, které lze s jistotou označit za ilyrské, činí historikům dodnes vážné potíže, neboť před dobytím Římany se Ilyrové nikdy zcela nesjednotili, a proto nelze přesně stanovit hranice jejich země. Například Delmatové, kteří jazykově náleželi k Ilyrům, byli jen po určitý čas poddanými ilyrských králů, přičemž během vlády Gentia, posledního ilyrského krále, nabyli opět nezávislosti. Samotní Římané označovali za Ilýrii západní část Balkánského poloostrova kromě Řecka. Mezi Ilyry byly řazeny také některé poměrně odlišné etnické skupiny jako Liburni či Panonové. Už ve starověku se navíc pro území západního Balkánu často užívalo i názvu Dalmácie.

## Původ Ilyrů

Ilyrské osídlení v předřímském období

První historické zmínky o Ilyrech pocházejí z počátku 5. století př. n. l. od řeckého historika Hekataia z Mílétu, který popsal několik ilyrských kmenů, mezi nimi například Japygy (sídlící v jižní Itálii) či Taulanty. Hérodotos označil Ilyry ve svých Dějinách za sousedy Triballů, Dardánů a Makedonců.
Původ Ilyrů se pokouší vysvětlit dvě teorie: podle první a převládající došlo patrně v době eneolitu k proniknutí indoevropských kmenů na Balkán, kde se smísily s místním obyvatelstvem a výsledkem toho byl vznik Ilyrů a Thráků. K etnogenezi těchto národů mělo tudíž dojít až na Balkáně. Dále ovšem existuje starší teorie tzv. „ilyrské invaze“, podle níž měla někdy po roce 1300 př. n. l. nastat velká migrace ilyrských kmenů z rovin střední Evropy (z dnešního Maďarska) směrem na jihozápad, do prostoru jejich pozdějšího osídlení. Hojný výskyt názvů thráckého původu v Ilýrii vedl mnoho badatelů k závěru, že původními obyvateli tohoto území byli Thrákové, kteří byli později buď podrobeni, nebo vytlačeni právě Ilyry. Tento vpád měl zapříčinit přesun thráckých kmenů na východ, tím však byli dominovým efektem uvedeni do pohybu jednak Frýgové, kteří se následně usadili v centrální Malé Asii, a jednak Dórové, čímž začala dórská invaze do Řecka.

## Ilyrská společnost, náboženství a kultura

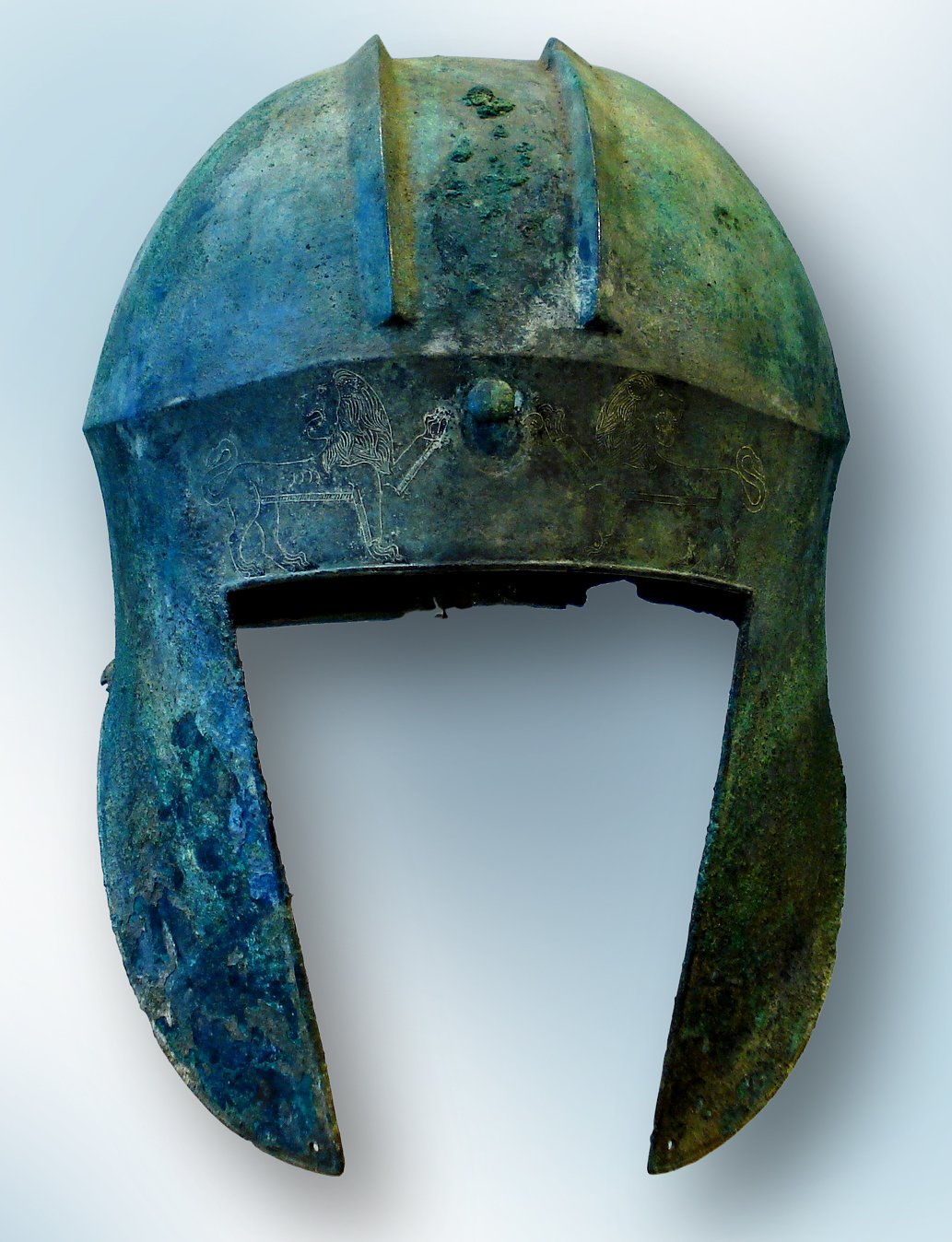
Ilyrská helmice z 6. nebo 5. století př. n. l.

V době železné se Ilyrové žijící v horských oblastech věnovali pastevectví dobytka, zatímco v nížinách se pozvolna prosazovalo zemědělství. Ilyrská společnost se členila do rodových svazů. Na základě archeologických nálezů lze doložit, že jednotlivým kmenům vládli lokální náčelníci, jejichž rodiny zaujímaly vůči ostatnímu obyvatelstvu privilegované sociální postavení.
V náboženství Ilyrů sehrávalo významnou roli obětování lidí. Podle starověkého historika Arriána prý ilyrský náčelník Kleitus před tím, než svedl bitvu s Alexandrem Velikým, obětoval tři chlapce, tři dívky a tři berany. O vlastních božstvech toho není mnoho známo. Ilyrské město Rhizón (nynější Risan v Černé Hoře) mělo prý vlastního ochránce jménem Medauras, jenž byl vyobrazován jako jezdec na koni nesoucí dlouhé kopí. Podle řecké mytologie byl Illyrios, syn Kadma a Harmonie, vládcem Ilýrie a praotcem všech Ilyrů.
V 6. století př. n. l. se na pobřeží Ilýrie začali usazovat první řečtí osadníci. Vzájemné vztahy mezi Ilyry a řeckými obcemi (poleis) sice nenabývaly vždy jen mírových podob, přesto docházelo od jejich vzniku k šíření řeckého kulturního vlivu v Ilýrii. Domorodé elity nakupovaly od Řeků jejich keramiku a jiné luxusní výrobky. Ve velkých a bohatě vybavených mohylových hrobech v severní Albánii a v okolí Ochridského jezera bylo nalezeno mnoho artefaktů jako třeba zbraně, různé ornamenty, kusy oděvů či keramické nádoby, včetně zboží importovaného z Řecka. Ilyrové věřili, že všechny tyto předměty jsou nezbytné k cestě zemřelé osoby do posmrtného života. Sílící řecký vliv se projevoval také ve vzniku a výstavbě prvních opevněných sídel (například Byllis nebo Berat). Současně probíhaly zásadní změny v hospodářství a ve struktuře ilyrské společnosti. Řemesla a obchod získávala na významu a Ilyrové se postupem času stále více orientovali na námořní plavbu v Jaderském moři. V souvislosti s tím nastal rovněž rozmach pirátství.

## Dějiny

### Ilyrská království
Od konce 5. století př. n. l. se v Ilýrii zformovalo mnoho drobných knížectví, která se příležitostně slučovala v mocnější, avšak obvykle jen krátkodobě trvající státní útvary. Zhruba od 4. století př. n. l. vzrůstá počet písemných zpráv řeckých historiků týkajících se Ilyrů. Z této doby je znám také ilyrský král Bardyllis, který válčil s Molossy v Épeiru. V roce 359 př. n. l. zahynul v boji s ním makedonský král Perdikkás III. Klíčovými městy jeho království byl Lissus (dnešní Lezha v Albánii) a Epidamnos (taktéž známý jako Dyrrhachium, dnes Durrës / Drač). Nicméně Perdikkův nástupce Filip II. Makedonský dokázal Bardyllise rozhodně porazit, načež Makedoňané získali kontrolu nad územím sahajícím až k Ohridskému jezeru. V roce 335 př. n. l. odrazil Filipův syn Alexandr Makedonský vojsko ilyrského náčelníka Kleita. Ilyrští kmenoví vůdci a vojáci poté doprovázeli Alexandra na jeho výpravě proti perské říši.
Po Alexandrově smrti bylo nezávislé ilyrské království obnoveno. V roce 312 př. n. l. obsadil král Glaukias Epidamnos. Ve druhé polovině 3. století př. n. l. se jádro ilyrského království nacházelo poblíž dnešního albánského města Skadar (starověká Scodra), přičemž zahrnovalo velkou část severní Albánie, Černou Horu a Hercegovinu. Za královny Teuty napadli Ilyrové římské obchodní lodě plavící se v Jaderském moři, čímž poskytli Římanům záminku k vojenskému zásahu na Balkáně. V následných ilyrských válkách, odehrávajících se v letech 229 až 219 př. n. l., si Římané podmanili ilyrské osady v údolí řeky Neretvy a účinně tak odstranili hrozbu pirátství. Ilýrie si nicméně nadále udržela nezávislost. Za vlády Gentia, jenž byl posledním ilyrským králem, však od Ilyrů odpadli v roce 180 př. n. l. Dalmatové. Po porážce Gentiova vojska v roce 168 př. n. l. se Římané zmocnili jeho hlavního města Scodry. Ilyrský král byl zajat a o tři roky později přiveden do Říma. Jižní Ilýrie se po roce 167 př. n. l. stala formálně nezávislým římským protektorátem. Rovněž Dalmatové byli někdy kolem roku 156 př. n. l. přinuceni poddat se Římu.

### Pod nadvládou Římanů
Pro Římany měla Ilýrie značný strategický a hospodářský význam. Na pobřeží leželo mnoho důležitých obchodních středisek. Hlouběji ve vnitrozemí se pak nacházela bohatá naleziště zlata, stříbra a železné rudy. V Ilýrii začínala klíčová římská silnice na Balkáně: via Egnatia, která vedla z města Dyrrhachium až do Byzantia na východě. V 1. století př. n. l. zde byla ustavena římská provincie Illyricum, jež zaujímala pruh území od města Lissus až k poloostrovu Histria na severu. V roce 59 př. n. l. bylo Illyricum společně s Předalpskou Galií a Galií Narbonensis svěřeno do správy Juliu Caesarovi. Vnitrozemní oblasti si Římané podrobili teprve za Augusta, kdy byly hranice Illyrica posunuty během panonských válek (Bellum Pannonicum) až k řece Dunaji.

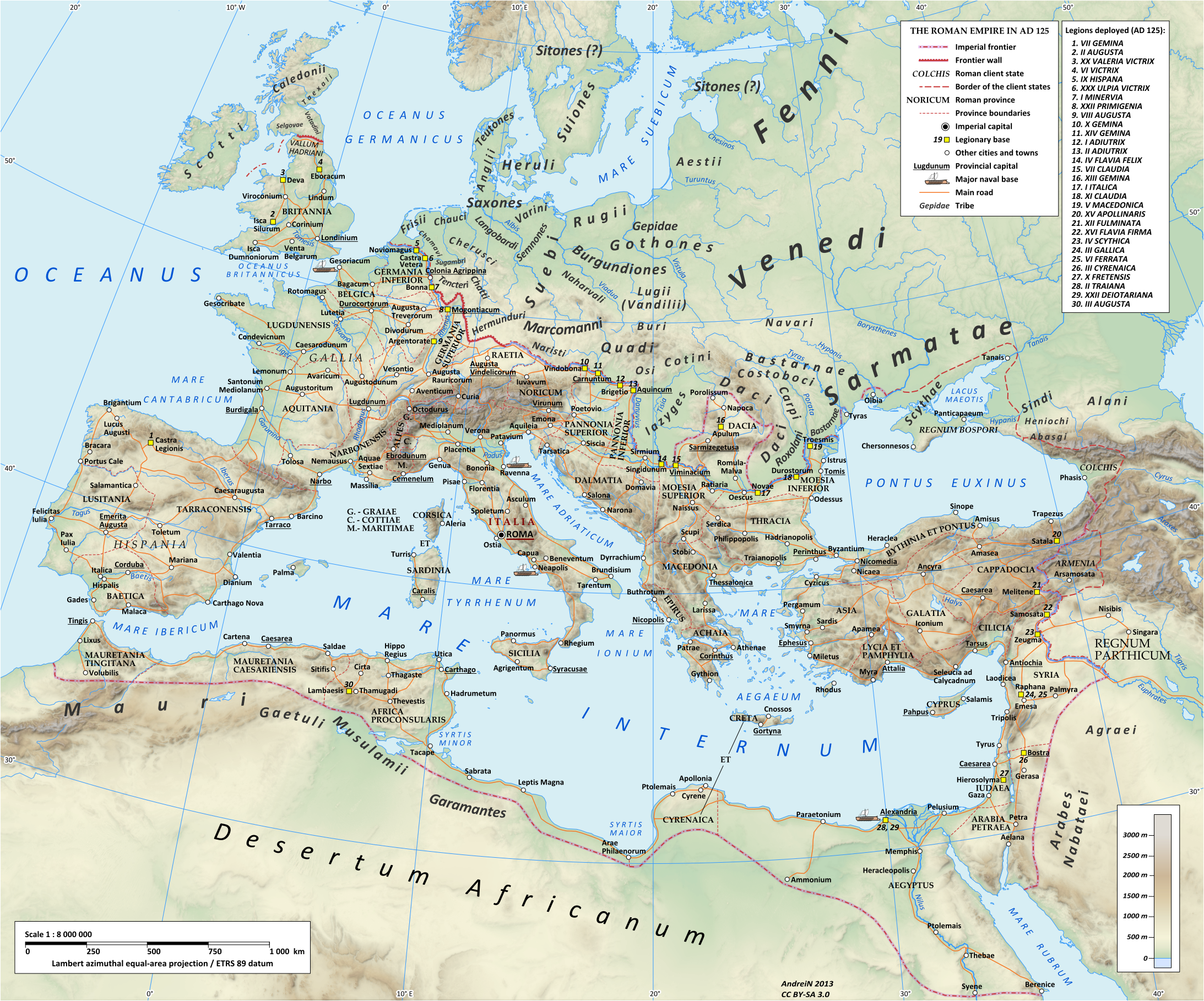
Římské provincie za vlády císaře Hadriána (117–138 n. l.) včetně rozmístění posádek legií

Římská provincie Dalmácie

Poté, co Tiberius rozdrtil v roce 9 n. l. nebezpečné panonské povstání, do něhož se zapojili i Ilyrové, byla provincie Illyricum rozpuštěna a její teritorium rozděleno mezi nově utvořené provincie Pannonia na severu a Dalmatia na jihu. Od tohoto momentu zůstávaly místní kmeny loajální vůči Římu, což přispělo k pozvolnému rozšíření latinské kultury a romanizaci obyvatelstva. Zdejší muži, kteří byli z dřívějších dob proslulí pro svoji agresivní náturu a vojenskou zdatnost, sloužili velice ochotně jako vojáci v římských legiích. Za císařství se proto Ilýrie stala jedním z klíčových rezervoárů lidských zdrojů pro římskou armádu. Z tohoto regionu pocházelo mnoho význačných římských císařů, mezi něž náleželi Decius, Claudius II. Gothicus, Aurelianus, Diocletianus, Konstantin Veliký, stejně jako byzantští císaři Anastasius I. a Justinián I. Buď za Konstantina I., nebo za vlády jeho syna Konstantia II. byla z italské prefektury vydělena prefektura Illyricum, která zahrnovala Noricum, Panonii, Krétu a celý Balkánský poloostrov, kromě Thrákie.
Od 5. století trpěla Ilýrie ničivými útoky Vizigótů, Hunů a Ostrogótů. Když pominula doba nájezdů těchto barbarských kmenů, objevili se na západním Balkáně Slované. Ti se mezi 6. a 8. stoletím trvale usadili na někdejším území Ilyrů a postupně asimilovali zbytky místního obyvatelstva, které přečkalo předchozí vpády. V současnosti se v této oblasti nacházejí státy Slovinsko, Chorvatsko, Bosna a Hercegovina, Černá Hora a Srbsko. Asimilaci se ubránily pravděpodobně pouze kmeny v jižní Ilýrii (na území dnešní Albánie), které si tak zřejmě zachovaly svůj původní jazyk.

## Odkaz
Užívání slova Illyria bylo znovu vzkříšeno za Napoleona Bonaparta, který vytvořil tzv. Ilyrské provincie, jež v letech 1809 až 1813 náležely k území Francie. Po skončení napoleonských válek až do roku 1849 nesla jedna z částí rakouského císařství označení Ilyrské království. Především v chorvatských politických a literárních kruzích vznikla v 19. století idea ilyrismu – panslovanská myšlenka nezávislosti a sjednocení všech jižních Slovanů.

### Ilyrové a Albánci
Teorie příbuzenství starověkých Ilyrů a současných Albánců zůstává dosud velice sporná. Hlavně albánští, ale i někteří zahraniční historikové jsou toho názoru, že albánština je moderní verze někdejšího ilyrského jazyka. Protože se ale dochovalo jen velmi málo nápisů v ilyrštině, je značně obtížné prokázat spojitost mezi těmito jazyky. Vedle teorie ilyrského původu Albánců se také zvažuje možnost jejich pozdějšího příchodu do kdysi Ilyry osídlených oblastí. Nejpravděpodobnější se jeví varianta, podle níž sice existuje určitá vazba mezi Ilyry a dnešními Albánci, nicméně přítomnost Ilyrů na území dnešní Albánie představovala jen jeden z řady prvků působících v rámci etnogeneze albánského národa.